# Chlorid chromičitý
Chlorid chromičitý je nestabilní anorganická sloučenina s chemickým vzorcem CrCl4. Při teplotě nad −80 °C se chlorid chromičitý rozkládá na chlorid chromitý a chlor.

## Příprava
Chlorid chromičitý lze připravit oxidací chloridu chromitého plynným chlorem za zvýšených teplot:
2 CrCl3 + Cl2 → 2 CrCl4
Vzniká také, společně s chloridem chromnatým, disproporcionací chloridu chromitého:
2 CrCl3 → CrCl2 + CrCl4